# دزوژسترل
دزوژسترل (انگلیسی: Desogestrel) یک داروی پروژسترون است که در قرص‌های ضد بارداری استفاده می‌شود.  همچنین در درمان علائم یائسگی در زنان استفاده می‌شود. این دارو در دسترس است و به تنهایی یا همراه با استروژن استفاده می‌شود. این دارو از راه دهان مصرف می‌شود.
عوارض جانبی دزوژسترل شامل بی‌نظمی‌های قاعدگی، سردرد، حالت تهوع، حساسیت سینه‌ها، تغییرات خلقی، آکنه، افزایش رشد مو و غیره است. دزوژسترل یک پروژسترون یا یک پروژسترون مصنوعی است و از این رو آگونیست گیرنده پروژسترون، هدف بیولوژیکی پروژسترون‌هایی مانند پروژسترون است. فعالیت آندروژنی و گلوکوکورتیکوئیدی بسیار ضعیفی دارد و فعالیت هورمونی مهم دیگری ندارد. این دارو یک پیش‌داروی اتونوژسترل (۳-کتودزوژسترل) در بدن است.
دزوژسترل یک مسدود کننده هورمون، آگونیست گیرنده‌های پروژسترون و آنتی آندروژن است.  همراه با استروژن‌ها و تستوسترون‌ها استفاده می‌شود. داروهای حاوی دزوژسترل و استروژن برای درمان آندومتریوز و به عنوان بخشی از هورمون درمانی یائسگی استفاده می‌شوند.  دزوژسترل در حالی که معمولاً به عنوان یک ضد بارداری زنانه استفاده می‌شود، اسپرم‌زایی را سرکوب می‌کند و نشان داده شده است که به عنوان یک ضد بارداری مردانه پتانسیل دارد.

## موارد منع مصرف
موارد منع مصرف دزوژسترل عبارتند از:
- آلرژی به دزوژسترل یا هر ماده دیگری
- ترومبوز فعال (ترومبوز ورید عمقی یا آمبولی ریه)
- زردی یا بیماری شدید کبدی
- سرطان های حساس به هورمون (به عنوان مثال، سرطان سینه)
- خونریزی واژینال غیر قابل توضیح

دزوژسترل برای استفاده در بارداری توصیه نمی‌شود و در دوران شیردهی و شیردهی منع مصرف ندارد.

## عوارض جانبی
عوارض جانبی رایج دزوژسترل ممکن است شامل بی‌نظمی‌های قاعدگی، آمنوره، سردرد، حالت تهوع، حساسیت پستان‌ها، و تغییرات خلقی (مانند افسردگی)، و همچنین افزایش وزن، آکنه و هیرسوتیسم باشد. دزوژسترل همچنین می‌تواند باعث تغییر در کلسترول کل، لیپوپروتئین کم چگالی و لیپوپروتئین با چگالی بالا شود.  عوارض جانبی غیرمعمول دزوژسترل ممکن است شامل عفونت واژن، عدم تحمل لنز تماسی، استفراغ، ریزش مو، دیسمنوره، کیست تخمدان و خستگی باشد، در حالی که عوارض جانبی نادر شامل بثورات پوستی، کهیر و اریتم ندوزوم است. ترشح پستان، حاملگی خارج از رحم و تشدید آنژیوادم نیز ممکن است با دزوژسترل رخ دهد. عوارض جانبی جدی داروهای ضد بارداری خوراکی ترکیبی حاوی دزوژسترل ممکن است شامل ترومبوآمبولی وریدی، ترومبوآمبولی شریانی، تومورهای وابسته به هورمون (به عنوان مثال، تومورهای کبد، سرطان سینه) و ملاسما باشد.

## تداخلات دارویی
القاکننده‌های آنزیم‌های کبدی می‌توانند متابولیسم دزوژسترل و اتونوژسترل را افزایش داده و سطح گردش خون آنها را کاهش دهند که ممکن است منجر به شکست پیشگیری از بارداری شود.  نمونه‌هایی از القاکننده‌های آنزیم‌های کبدی شامل باربیتورات‌ها (مانند فنوباربیتال)، بوسنتان، کاربامازپین، افاویرنز، فنی‌توئین، پریمیدون، ریفامپین، و احتمالاً فلبامات، گریزئوفولوین، ریفابوتین، و اکس کاربازپین می‌شوند.  بسیاری از داروهای ضد ویروسی برای HIV/AIDS و HCV، مانند بوسپرویر نلفیناویر، نویراپین، ریتوناویر و تلاپرویر ممکن است سطوح دزوژسترل و اتونوژسترل را افزایش یا کاهش دهند. مهارکننده‌های CYP3A4 از جمله مهارکننده‌های قوی مانند کلاریترومایسین، ایتراکونازول و کتوکونازول و مهارکننده‌های متوسط مانند دیلتیازم، اریترومایسین و فلوکونازول ممکن است سطح دزوژسترل و اتونوژسترل را افزایش دهند. داروهای ضد بارداری هورمونی ممکن است با متابولیسم سایر داروها تداخل داشته باشند و در نتیجه باعث افزایش سطوح (مانند سیکلوسپورین) یا کاهش سطوح (مانند لاموتریژین) شود.